# Silverijus Šukys
Silverijus Šukys (* 14. Juli 1945 in der Litauischen SSR) ist ein litauischer konservativer Politiker, ehemaliger Bürgermeister der Stadtgemeinde Klaipėda.

## Leben
Nach dem Abitur an der Mittelschule absolvierte er eine Hochschule.
Von 1995 bis 2000 war Silverijus Šukys Mitglied im Stadtrat Klaipėda, von 1995 bis 1997 Bürgermeister von Klaipėda. 2000 arbeitete er am Amt für Akkreditierung am Gesundheitsministerium Litauens. Šukys gründete die Stiftung "Žemės druska". Ab 2004 war er Generaldirektor des Unternehmens UAB Homeopatijos medicinos klinika.
Seit 1993 ist Silverijus Šukys Mitglied von Tėvynės sąjunga. 
Seine Fremdsprachen sind Französisch und Russisch.

## Familie
Silverijus Šukys ist verheiratet mit seiner Frau Dalia und hat zwei Söhne, Liudas und Domas.